# Kraftwerk Orot Rabin
Das Kraftwerk Orot Rabin ist ein Kohlekraftwerk in Israel, das an der Mittelmeerküste im nordwestlichen Stadtgebiet Chaderas im Bezirk Haifa gelegen ist. Etwas nördlich des Kraftwerks befindet sich Caesarea Maritima.

## Daten

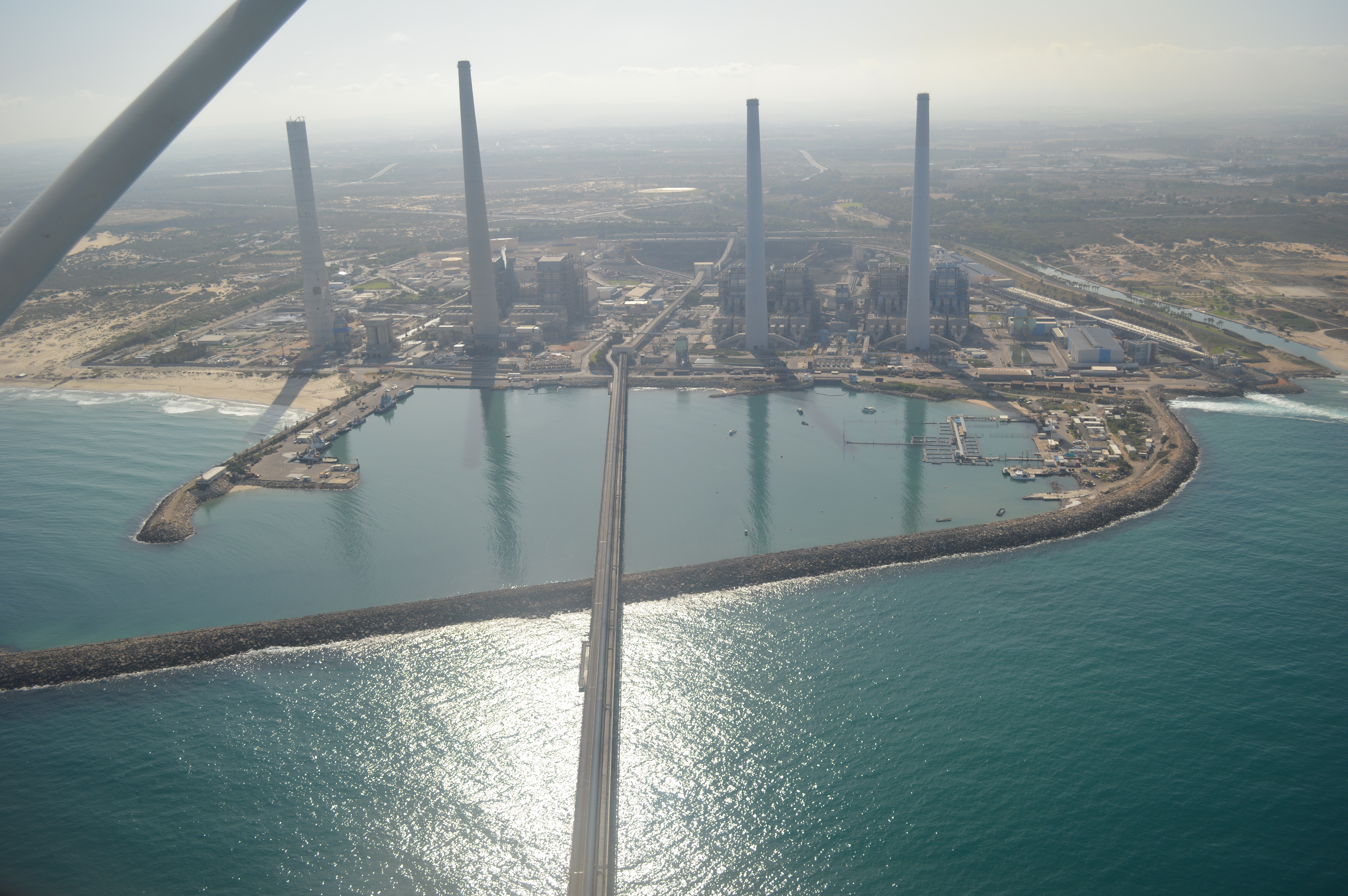
Das Kraftwerk Orot Rabin vom Meer aus

Mit einer installierten Leistung von 2.590 MW ist Orot Rabin das leistungsstärkste Kraftwerk in Israel und dient zur Abdeckung der Grundlast. Es ist im Besitz der staatlichen Israel Electric Corporation (IEC) und wird auch von IEC betrieben. Laut Structurae wurde das Kraftwerk von 1973 bis 1981 errichtet.
Die installierte Leistung von Orot Rabin stellt fast 20 % der gesamten Erzeugungskapazität von IEC in Höhe von 13.483 MW dar (Stand Dezember 2013).
Die Jahreserzeugung schwankt leicht. Sie lag z. B. bei 18.854 GWh im Jahre 2001 und 19.709 GWh im Jahre 2006. Dementsprechend schwankt auch der Verbrauch an Steinkohle zwischen 6,684 Mio. t im Jahre 2001 und 7,082 Mio. t im Jahre 2006. Im Durchschnitt werden im Kraftwerk pro Tag 18.000 t Kohle verbrannt und 320.000 m3 Meerwasser zur Kühlung benötigt.

## Kraftwerksblöcke
Das Kraftwerk besteht aus insgesamt sechs Blöcken unterschiedlicher Leistung, die in den Jahren 1984 bzw. 1996 in Betrieb gingen. Die folgende Tabelle gibt einen Überblick:
| Block | Max. Leistung (MW) | Betriebsbeginn | Turbine | Generator       | Dampfkessel            |
| ----- | ------------------ | -------------- | ------- | --------------- | ---------------------- |
| 1     | 360                | 04.1984        | GE      | Westinghouse/GE | Babcock & Wilcox       |
| 2     | 360                | 04.1984        | GE      | Westinghouse/GE | Babcock & Wilcox       |
| 3     | 360                | 04.1984        | GE      | Westinghouse/GE | Babcock & Wilcox       |
| 4     | 360                | 04.1984        | GE      | Westinghouse/GE | Babcock & Wilcox       |
| 5     | 575                | 07.1996        | MAN     | MAN             | Combustion Engineering |
| 6     | 575                | 07.1996        | MAN     | MAN             | Combustion Engineering |

Es ist beabsichtigt, vier Blöcke auf Erdgas umzurüsten.

## Sonstiges
Die Steinkohle wird per Schiff angeliefert. Das Kraftwerk verfügt deshalb über einen eigenen Pier.
Die bei der Verbrennung entstehende Flugasche erfüllt die Anforderungen als Zuschlagsstoff für Zement, während die normale Asche als Recyclingbaustoff im Straßenbau verwendet werden kann. Die Asche wird auf die in ihr enthaltenen Spurenelemente untersucht; darunter befinden sich auch Blei und Quecksilber in geringen Mengen.
Da die Kühlung mittels Meerwasser erfolgt, kann es manchmal zu Problemen bis hin zur Stilllegung kommen, falls die Kühlwasserleitungen verstopfen. Quallen sind z. B. ein Problem und müssen daher ausgefiltert werden. Aber trotz Filter werden sie manchmal in das Kühlsystem gesogen, wo sie sich zu einem Gel auflösen und dann den Kondensator blockieren.